# Derżaniwka (obwód winnicki)
Derżaniwka (ukr. Держанівка; pol. Derżanówka) – wieś w rejonie koziatyńskim obwodu winnickiego.